# Saint-Benoît-sur-Seine
Saint-Benoît-sur-Seine település Franciaországban, Aube megyében. Lakosainak száma 428 fő (2022. január 1.). Saint-Benoît-sur-Seine Feuges, Mergey, Saint-Lyé és Sainte-Maure községekkel határos.

## Népesség
A település népessége az elmúlt években az alábbi módon változott:
| Lakosok száma | 239  | 292  | 328  | 401  | 410  | 412  | 400  | 395  | 391  | 428  |
|               | 1968 | 1982 | 1990 | 2006 | 2013 | 2015 | 2017 | 2019 | 2020 | 2022 |